# Johann Adam Reincken
Johann Adam Reincken (también Jan Adams Reinken) (Deventer, 10 de diciembre de 1643 - Hamburgo, 24 de noviembre de 1722) fue un organista, compositor y violagambista que se distinguió por su longevidad y por la influencia que tuvo en otros organistas, como Johann Sebastian Bach.
La familia de Reincken migró a Deventer, Holanda en 1637. La fecha de nacimiento de 1623, que le atribuye Johann Mattheson, es contradicha por los registros baptismales en Deventer que fijan la fecha en el año 1643. Sus primeros estudios de música los realizó en Deventer; después estudió órgano y composición con Heinrich Scheidemann en Hamburgo.
Luego de trabajar por un tiempo como organista en Holanda, regresó en 1658 a Hamburgo, donde trabajó nuevamente con Scheidemann. En 1663, tras la muerte de Scheidemann, Reincken asumió el puesto de organista de la iglesia de Santa Catalina, que ejerció hasta el final de su vida. 
Reincken fue famoso por su estilo de vida derrochador y disfrutó una larga vida para su época, a pesar de gustarle en gran medida el vino y las mujeres. Hoy se le recuerda principalmente como el músico a quien J.S. Bach iba a escuchar tocar en la iglesia de Santa Catalina de Hamburgo, desplazándose desde Lüneburg. Las improvisaciones de Reincken causaron una profunda impresión en Bach. De hecho Reincken, Dietrich Buxtehude y Georg Böhm formaban un trío de organistas-improvisadores del norte de Alemania que ejercieron una influencia considerable en los años mozos de Bach. Se dice que ya a edad avanzada, al escuchar a Bach tocar sus improvisaciones del coral luterano An den Wasserflüssen Babylon, Reincken dijo: "Pensé que este arte estaba muerto, pero vive en ti". En el año 2006 se descubrió en Weimar el manuscrito más temprano que se tiene de J.S. Bach, que es una copia de esta obra de Reincken.
Es una pena que apenas se conserven un puñado de obras para teclado de Reincken, siendo posible que la mayoría de sus improvisaciones nunca quedaran plasmadas sobre el papel. En 1687 publicó Hortus musicus, una colección de seis partitas para dos violines, viola da gamba y continuo, partes de las cuales arregló Bach para instrumento de tecla (BWV 954, 965 y 966). Las partitas, de estilo italianizante, presentan una estructura poco usual: cada una de ellas incluye un movimiento inicial de "sonata" en varias secciones (que comprende episodios improvisados, fugados y a solo), seguido de una suite de movimientos de danza: allemanda, courante, zarabanda y giga. Reincken pretendía quizás que los intérpretes seleccionaran de entre estos movimientos en vez de tocarlos todos.